# 안흥종합시험장

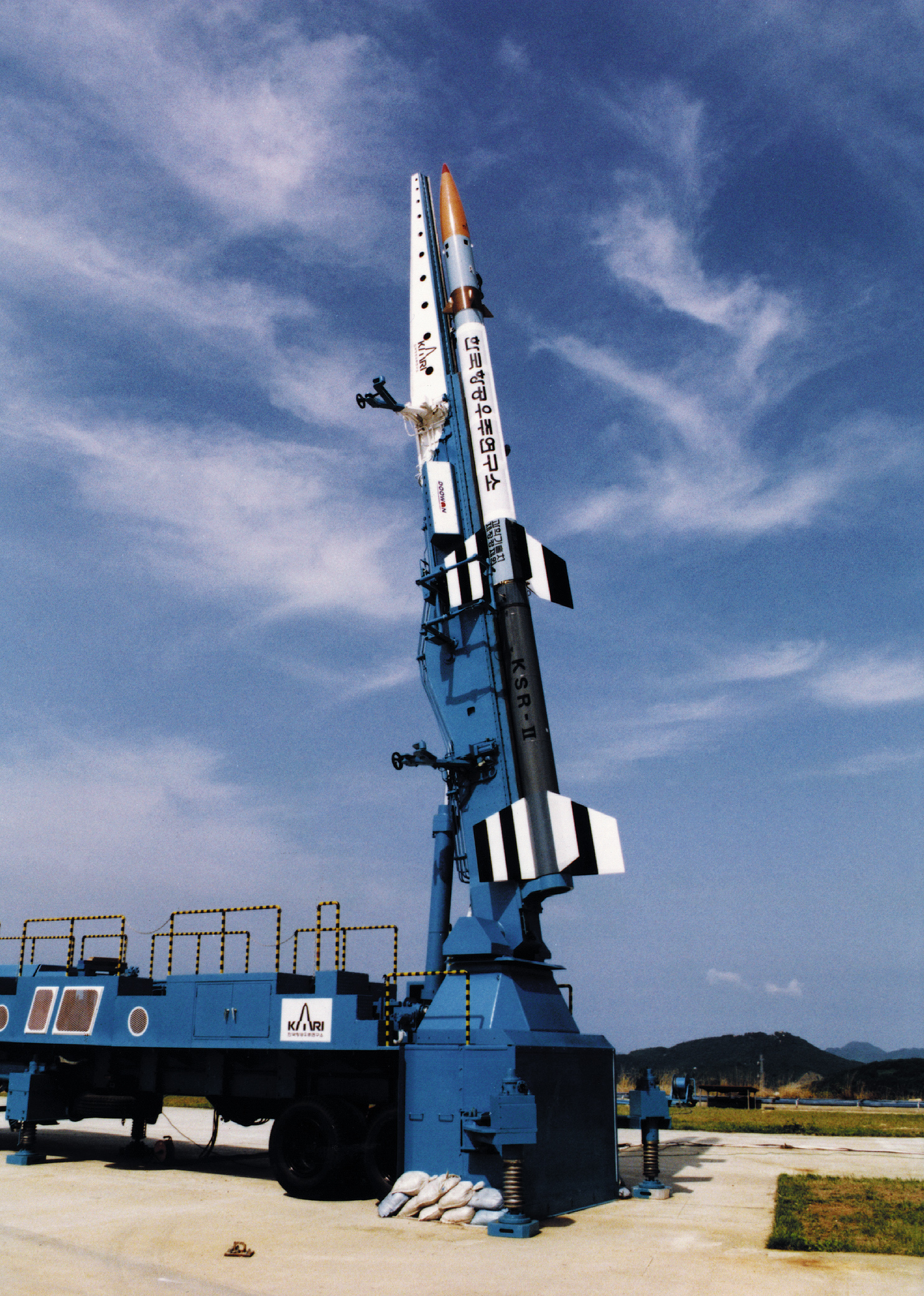
KSR-II

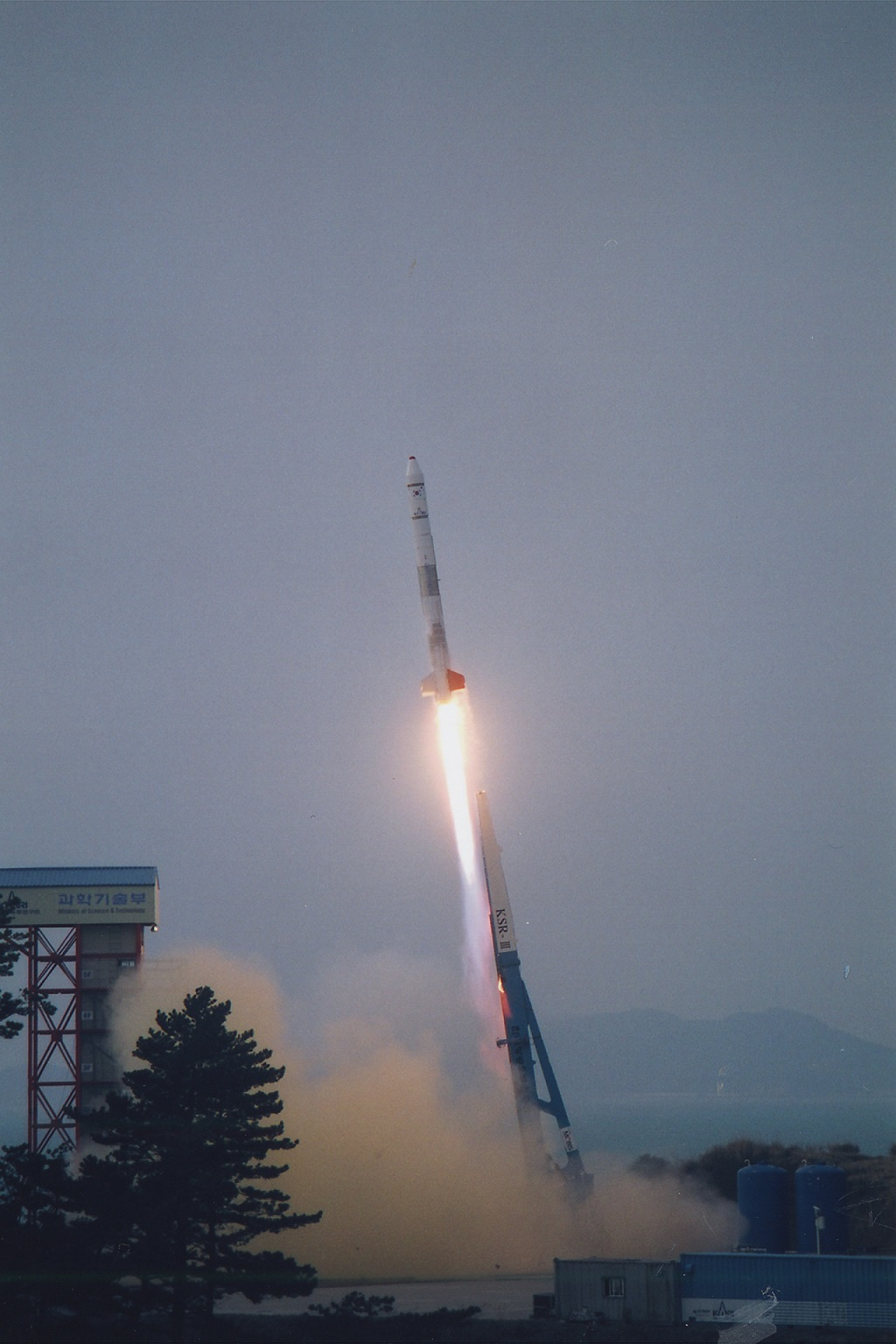
KSR-III 발사

안흥종합시험장은 충청남도 태안군에 위치한 국방과학연구소(ADD)의 종합 시험장이다. 주로 대한민국 국군이 개발한 무기를 시험·운용한다.

## 역사
- 1978년 9월 26일: 박정희 대통령, 사정거리 180km 지대지 유도탄 백곰 (탄도탄) 발사 참관[1]
- 1985년 9월 21일: 전두환 대통령, 현무-1 미사일 시험발사 참관[2]
- 1993년 6월 4일: KSR-1 과학로켓 최초발사
- 1997년 7월 9일 오전 10시 20분: KSR-2 과학로켓 최초발사[3]
- 2002년 11월 28일: KSR-3 과학로켓 최초발사
- 2008년 12월 18일: 천궁 중거리 지대공 미사일(M-SAM), 무인표적기 명중 성공
- 2014년 3월 23일: 사정거리 500km 탄도미사일 현무-2 시험발사
- 2015년 4월 22일: 2.75인치 유도로켓 비궁(로거) 4차 시험발사 성공[4]
- 2015년 6월 3일: 박근혜 대통령, 현무-2 미사일 시험발사 참관
- 2016년 1월: 천궁 개량형 중거리 지대공 미사일(M-SAM), 모의 탄도미사일 요격 성공[5]
- 2022년 12월 30일: 고체연료 우주발사체 시험비행 성공[6]

## 같이 보기
- 나로우주센터
- 동창동 미사일 발사장
- 무수단리 미사일 발사장